# Zamzam

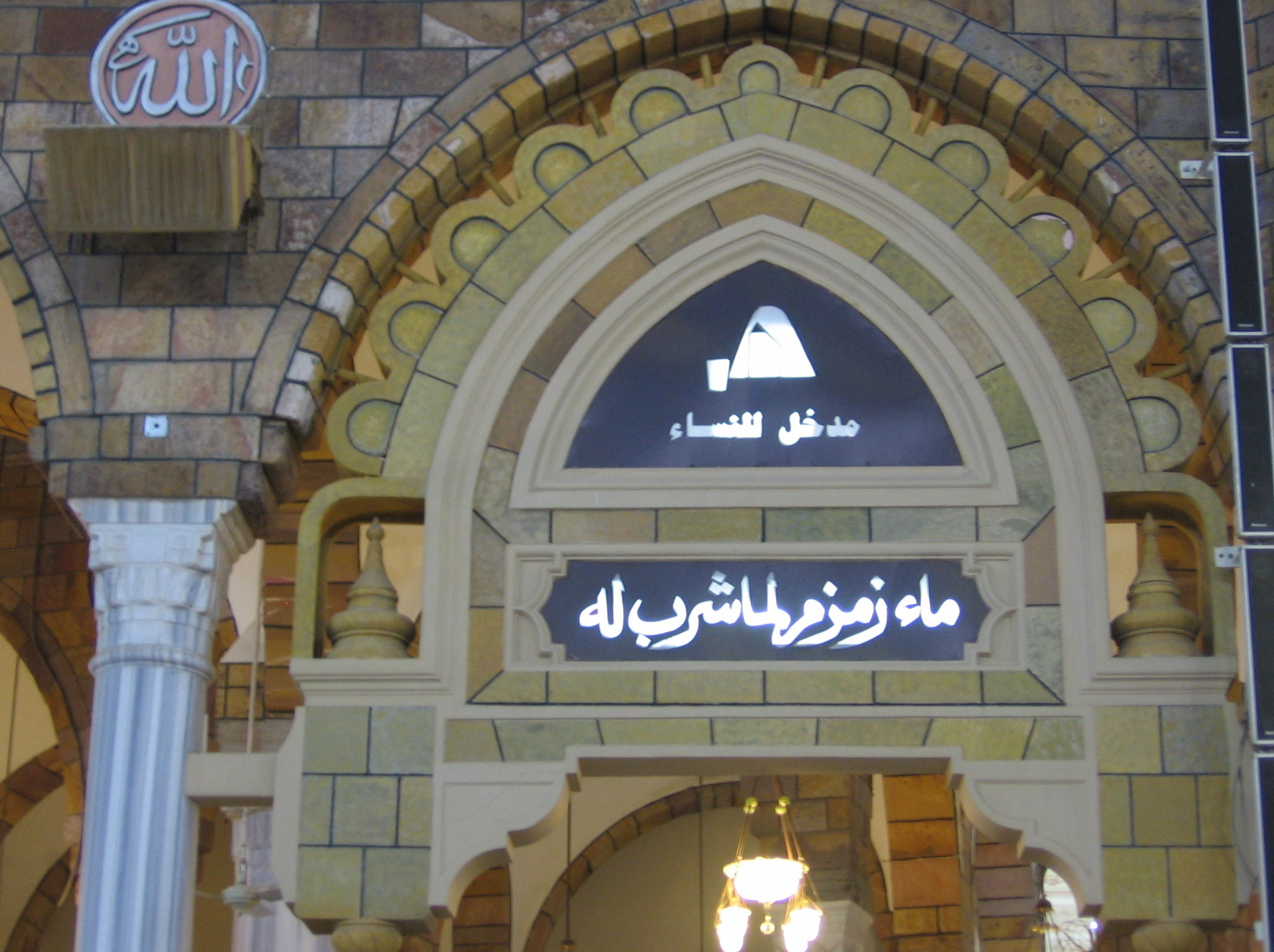
Ingang van de Zamzam-bron

De Zamzam of Bron van Anouar (Ar: زمزم) ligt in Mekka, vlak naast de Ka'aba. De bron is mogelijk vernoemd naar het Arabische zam, zam!, dat Hajar uitgeroepen zou hebben toen ze op de bron stuitte. Het bezoeken van de bron is een onderdeel van de hadj, een van de vijf zuilen van de islam.
De bron is circa 35 meter diep. Over de bron is een koepelvormige ruimte gebouwd, al Koebba. Sinds 2005 kan de bron alleen nog bereikt worden door een tunnel die in de Grote Moskee begint. De oude ingang naast de Ka'aba is reeds lang afgesloten en ook de verderop gelegen ingang op het plein rond de Ka'aba is afgesloten.
Het water wordt gezien als geneeskrachtig, zoals gezegd door de islamitische profeet Mohammed. Veel pelgrims nemen flessen met het water mee naar huis en dompelen de kleding bestemd voor hun begrafenis erin.
Volgens islamitische traditie is dit de plaats waar God Haadjar en haar zoon Ismaïl van de dood redde en hun dorst leste. Dit gegeven is ook terug te vinden in de Bijbel, Genesis 21:19. De legende zegt dat Abraham (Ibrahim) Haadjar en Ismaïl in de woestijn achterliet. Haadjar begon wanhopig te zoeken naar water. Op een gegeven moment stampte de aartsengel Djibriel met zijn hiel in het zand. Juist op die plaats ontstond de bron Zamzam. Deze symboliseert daarom de aanwezigheid van God als alles verloren lijkt. Sommige andere tradities maken melding van de engel Djibriel die met zijn hiel de bron opende.
Het ontstaan van Mekka is mede te danken aan deze bron. Later (her)bouwden Ibrahim en Ismaïl, nog steeds volgens de islamitische overlevering, vlak bij de bron de Ka'aba, het huis van God.
Ter nagedachtenis aan de zoektocht van Haadjar naar water is de sa’i ontstaan. Sa’i is een ritueel dat deel uitmaakt van de umrah en de hadj waarbij de pelgrims zeven keer de afstand tussen de twee kleine heuvels Safaa en Marwa afleggen.
Volgens een islamitische vertelling werd Mohammed op zeer jonge leeftijd bezocht door aartsengel Gabriël. Hij opende de borst van de jongen, nam het hart eruit en waste het in een gouden kom met Zamzamwater, waarna hij het gezuiverde hart weer terugplaatste.
In 1971 beweerde een Egyptische arts dat het water niet geschikt was om te drinken. Na uitgebreid onderzoek bleek echter dat het water van zeer goede kwaliteit is en zelfs aanbevolen voor consumptie.

## Trivia
Zam Zam Cola is een Iraans cola-merk. Na de boycot van Coca Cola door Saoedi-Arabië in 2002, werd Zam Zam Cola gedoopt tot de officieuze frisdrank van de Hadj.